# Maromme
Maromme é uma comuna francesa na região administrativa da Normandia, no departamento de Sena Marítimo. Estende-se por uma área de 4,01 km². Em 2010 a comuna tinha 10 868 habitantes (densidade: 2 710,2 hab./km²).178 hab/km².